# Samurai Champloo
Samurai Champloo (Nhật: サムライチャンプルー Hepburn: Samurai Chanpurū), được cách điệu thành SAMURAI CHAMPLOO, là một bộ anime Nhật Bản được phát triển bởi Manglobe. Đội ngũ sản xuất được chỉ đạo bởi đạo diễn Shinichirō Watanabe, thiết kế nhân vật Kazuto Nakazawa và thiết kế cơ học Mahiro Maeda. Samurai Champloo là nỗ lực đầu tiên của Watanabe trong vai trò chỉ đạo một tác phẩm truyền hình anime sau Cowboy Bebop, vốn được giới phê bình đánh giá rất cao. Phim được phát sóng lần đầu tiên tại Nhật Bản trên Fuji TV vào ngày 20 tháng 5 năm 2004 và kéo dài hai mươi sáu tập cho đến khi kết thúc vào ngày 19 tháng 3 năm 2005.
Samurai Champloo lấy bối cảnh là phiên bản biến tấu của thời Edo (1603 đến 1868) Nhật Bản với phong cách lệch thời đại, đặc biệt là hip hop. Loạt phim theo chân Mugen, một kiếm sĩ mơ mộng, vô tư và yêu tự do; Jin, một rōnin điềm tĩnh và khắc kỷ; cùng Fuu, một cô gái dũng cảm yêu cầu họ đi cùng cô xuyên qua khắp Nhật Bản để tìm "samurai có mùi hoa hướng dương".
Samurai Champloo có nhiều điểm tương đồng với tác phẩm Cowboy Bebop của Shinichirō Watanabe. Cả hai loạt phim đều được giới chuyên môn đánh giá cao, tập trung vào việc pha trộn các thể loại, theo một thiết kế kể chuyện tình tiết và sử dụng âm nhạc đương đại.
Samurai Champloo được lồng tiếng Anh ngữ và được Geneon Entertainment cấp phép phát hành ở Bắc Mỹ. Funimation bắt đầu cấp phép cho bộ phim sau khi Geneon ngừng sản xuất. Tác phẩm cũng được cấp phép phát hành tiếng Anh tại Vương quốc Anh bởi MVM Films, và ở Úc và New Zealand bởi Madman Entertainment.

## Cốt truyện
Một thiếu nữ trẻ tuổi tên Fuu đang làm nữ hầu bàn trong quán trà thì bị một nhóm samurai bắt nạt. Cô được cứu bởi một tên lãng khách bí ẩn tên là Mugen và một ronin trẻ tuổi tên là Jin. Mugen tấn công Jin sau khi Jin chứng tỏ anh là một đối thủ xứng tầm với mình. Cặp đôi bắt đầu giao chiến với nhau và vô tình gây ra cái chết của Shibui Tomonoshina, con trai của một thẩm phán. Với hành vi phạm tội này, họ sẽ bị xử tử. Với sự giúp đỡ từ Fuu, họ có thể thoát khỏi sự hành quyết. Đổi lại, Fuu yêu cầu họ đi du hành cùng cô để tìm "samurai có mùi hoa hướng dương ".

### Bối cảnh và phong cách
Theo đạo diễn, bộ truyện lấy bối cảnh thời Edo, khoảng sáu mươi năm sau khi kết thúc thời kỳ Sengoku. Samurai Champloo sử dụng sự pha trộn của phông nền thời Edo lịch sử với các phong cách và âm hưởng văn hóa hiện đại. Chương trình dựa trên các sự kiện thực tế của Nhật Bản thời Edo, như Cuộc nổi loạn Shimabara ("Unholy Union"; "Evanescent Encounter, Phần I"); Độc quyền Hà Lan trong thời đại mà một sắc lệnh đã hạn chế quan hệ đối ngoại của Nhật Bản ("Stranger Searching"); tranh ukiyo-e ("Artistic Anarchy"); và các phiên bản hư cấu của các nhân vật Edo ngoài đời thực như Mariya Enshirou và Miyamoto Musashi ("Elegy of Entrapment, Verse 2"). Nội dung và độ chính xác của lịch sử thường bị bóp méo thông qua sự phóng tác nghệ thuật.

### Bối cảnh lịch sử và ảnh hưởng của phương Tây
Samurai Champloo chứa nhiều cảnh và tập phim liên quan đến các sự kiện lịch sử trong thời Edo của Nhật Bản. Trong tập 5 ("Anarchy Artistic"), Fuu bị bắt cóc bởi họa sĩ ukiyo-e nổi tiếng Hishikawa Moronobu, một nhân vật nổi bật trong bối cảnh nghệ thuật của thời Edo. Tập 23 ("Baseball Blues") các nhân vật chính có một trận đấu bóng chày với Alexander Cartwright và một đội cầu thủ bóng chày người Mỹ đang cố gắng tuyên chiến với Nhật Bản. Đối với những ảnh hưởng của phương Tây, việc mở đầu chương trình cũng như nhiều bản nhạc phim bị ảnh hưởng bởi hip hop. Trong tập 5, Vincent van Gogh được nhắc đến ở phần cuối liên quan đến những bức tranh ukiyo-e của Hishikawa Moronobu. Một ca sĩ hip hop thách thức các nhân vật chính trong tập 8 ("The Art of Altercation") và sử dụng điệu nhảy breaking. Trong tập 18 ("War of the Words"), có sự xuất hiện của graffiti, một hình thức nghệ thuật văn hóa phương Tây, được các nhân vật thực hiện như một biểu hiện nghệ thuật và hình thức viết. Đoạn kết của tập phim là Mugen viết tên của mình trên mái của lâu đài Hiroshima, cung điện của daimyō ở Edo Nhật Bản.

## Nhân vật

Dàn diễn viên chính từ trái sang phải: Jin, Mugen và Fuu

- Fuu: Một thiếu nữ 15 tuổi đầy nhiệt huyết, Fuu nhờ Mugen và Jin giúp cô tìm một người đàn ông được mô tả một cách mơ hồ là "samurai có mùi hoa hướng dương". Phụ thân đã bỏ cô và mẹ không rõ lý do. Không có cha ở bên để hỗ trợ họ, Fuu và mẹ cô sống một cuộc sống khó khăn cho đến khi mẹ cô qua đời vì bạo bệnh. Sau một khoảng thời gian không mấy thành công khi hành nghề nữ hầu bàn/vũ nữ phòng trà, cô đã cứu Mugen và Jin khỏi bị xử tử và tuyển họ làm vệ sĩ. Một con sóc bay tên là "Momo" (viết tắt của momonga, "sóc bay") đi cùng với cô, sống trong bộ kimono của cô và thường xuyên nhảy ra để giải cứu cô. Tên của cô, Fuu, vốn là một kí tự của "gió". Trong thẻ tiêu đề, vật tổ của cô là Hoa hướng dương.
- Mugen: Một kẻ lang thang ngông cuồng đến từ trại tập trung của quần đảo Ryukyu, Mugen là một kẻ lang thang 19 tuổi với phong cách chiến đấu cực kỳ độc đáo. Thô lỗ, dâm dục, thô tục, tự phụ, nóng nảy và điên cuồng, hắn mang dáng vẻ của một phản anh hùng. Hắn thích đánh nhau và có xu hướng gây chiến vì những lý do nhỏ nhặt. Một vài tập phim thể hiện rằng hắn thích phụ nữ lớn tuổi, ham muốn ấy lại vô tình khiến hắn trở thành nhân vật tốt hơn. Hắn đi guốc đế kim loại và mang một thanh kiếm sai kỳ lạ trên lưng. Trong tiếng Nhật, từ Mugen có nghĩa là "vô hạn" (nghĩa đen là "không giới hạn"). Hắn từng là cướp biển. Trong các thẻ tiêu đề, vật tổ của hắn còn là con gà trống.[10]
- Jin: Jin là một ronin dè dặt 20 tuổi, y mang trong mình sự khắc kỷ theo quy ước của một samurai thời đại Tokugawa. Sử dụng daishou thắt lưng, y chiến đấu theo phong cách kenjutsu truyền thống của một samurai được đào tạo trong một võ đường linh thiêng. Y bị truy đuổi bởi một số thành viên trong võ đường vì y đã giết chủ nhân của họ để tự vệ. Y thường đeo kính, một phụ kiện đã được bày bán nhưng không phổ biến ở Nhật Bản thời Edo. Kính đeo mắt, được gọi là "hàng hóa thủy tinh Hà Lan" ("Oranda gyoku shinajina " trong tiếng Nhật) vào thời điểm đó, đã được nhập khẩu từ Hà Lan vào đầu thời Tokugawa và trở nên phổ biến rộng rãi hơn vào thế kỷ 17. Cặp kính của y hoàn toàn là đồ trang trí, vì Mugen sau đó đã phát hiện ra sau khi có cơ hội nhìn qua chúng. Mặc dù được mô tả trong quảng cáo là y có châm điếu hút kiseru, nhưng sự thật là y chưa bao giờ làm điều đó trong phim. Trong thẻ tiêu đề, vật tổ của y là một con cá koi. Y được đặt tên theo một trong bảy đức tính của samurai ở Bushido, "Jin" (Nhân từ).

Ngoài bộ ba này, các nhân vật khác có xu hướng chỉ xuất hiện một hoặc hai lần trong cả bộ.

## Tập
Các tập của phim hoạt hình loạt Samurai Champloo được sản xuất bởi Manglobe và bằng văn bản và đạo diễn bởi Shinichiro Watanabe. Tập đầu tiên được công chiếu tại Nhật Bản trên Truyền hình Fuji vào ngày 20 tháng 5 năm 2004, nơi nó đã chạy được 26 tập cho đến khi kết thúc vào ngày 19 tháng 3 năm 2005.

## Sản xuất
Samurai Champloo được coi là một ví dụ về thể loại phim và truyền hình nổi tiếng chanbara. Đặc trưng bởi bối cảnh Edo, tập trung vào các nhân vật samurai hoặc kiếm sĩ khác, và nhiều trận đánh kịch tính, ly kỳ. Chanbara được sử dụng trong buổi đầu của điện ảnh Nhật Bản (khi sự kiểm duyệt chính trị của chính phủ tăng cao) như một cách thể hiện các phê bình xã hội che giấu. Từ champloo xuất phát từ từ tiếng Okinawa chanpurū (như trong gōyā chanpurū, món xào Okinawa có nguyên liệu là khổ qua). Chanpurū, sử dụng đơn lẻ, có nghĩa là "mix" hoặc "hash"; điều này sẽ gợi ý rằng tiêu đề của loạt phim có ý nghĩa gần giống với "Samurai Remix", thể hiện rõ hơn chất hip-hop của nó.
Nhân vật của Mugen được tạo ra bởi Watanabe trong quá trình sản xuất Cowboy Bebop: The Movie. Ông muốn tạo ra một hình tượng tương phản với Spike Spiegel thật ngầu và hào hoa. Watanabe mô tả Mugen là "trẻ và hơi ngốc nghếch", khiến hắn hoàn toàn trái ngược với các nhân vật chín chắn của Cowboy Bebop. Jin được tạo ra như một cầu chì để kiềm chế những thói xấu Mugen nhằm ngăn không cho câu chuyện trở nên một chiều.
- Đạo diễn: Shinichirō Watanabe
- Biên kịch chính: Shinji Obara
- Thiết kế nhân vật: Kazuto Nakazawa
- Họa sĩ hoạt hình chính: Kazuto Nakazawa
- Thiết kế vũ khí: Mahiro Maeda
- Chỉ đạo OP: Mamoru Hosoda
- Hoạt họa OP: Takeshi Koike
- Chỉ đạo nghệ thuật: Takeshi Waki
- Thiết kế màu: Eri Suzuki
- Chỉ đạo nhiếp ảnh: Kazuhiro Yamada
- Biên tập: Shuichi Kakesu
- Chỉ đạo lồng tiếng: Tsutomu Kashiwakura
- Âm nhạc: Tsutchie, Fat Jon, Nujabes, Force of Nature
- Nhà sản xuất: Takatoshi Hamano, Takashi Kochiyama, Tetsuro Satomi
- Sản xuất hoạt hình: Manglobe

## Phương tiện truyền thông
Samurai Champloo được công chiếu tại Nhật Bản vào ngày 20 tháng 5 năm 2004, trên đài truyền hình Fuji và kết thúc vào ngày 19 tháng 3 năm 2005, kéo dài tổng cộng 26 tập. Nó cũng được phát sóng tại Nhật Bản trên Animax.

### Anime
Geneon đã cấp phép cho chương trình phân phối ở Bắc Mỹ gần một năm trước khi chương trình được phát sóng tại Nhật Bản. Một bản lồng tiếng Anh của bộ phim được công chiếu tại Hoa Kỳ trên Adult Swim vào ngày 14 tháng 5 năm 2005. Phiên bản được phát sóng đã được chỉnh sửa và lỗi ngôn ngữ thay thế bằng hiệu ứng âm thanh, ngoài việc cắt bỏ máu và ảnh khoả thân. Lần chạy đầu tiên cuối cùng của tập phim đã kết thúc vào ngày 8 tháng 3 năm 2006. Samurai Champloo ra mắt tại Canada vào ngày 24 tháng 12 năm 2006, trên đài kỹ thuật số Razer. Bộ phim cũng đã được phát sóng ở Anh, Pháp, Mỹ Latinh, Úc, New Zealand, Ba Lan, Mexico, Bồ Đào Nha, Tây Ban Nha và Đức. Funimation đã phân phối Samurai Champloo cho Geneon kể từ khi họ ngừng phân phối nội bộ các tựa game của họ vào năm 2007. Geneon, kết hợp với Funimation, phát hành lại toàn bộ bộ anime dài 26 tập trong một hộp được đặt vào tháng 6 năm 2009 và trên đĩa Blu-ray vào tháng 11 năm 2009. Kể từ ngày 26 tháng 11 năm 2010, Funimation đã cấp phép đầy đủ cho bộ truyện và một lần nữa phát hành bộ truyện dưới dòng Classics vào ngày 24 tháng 5 năm 2011 
Bộ anime đã trở lại truyền hình Mỹ trên kênh FUNimation bắt đầu từ ngày 21 tháng 3 năm 2011  Bộ phim đã trở lại với Adult Swim vào ngày 2 tháng 1 năm 2016.
Các tập phim sử dụng sáu bản nhạc chủ đề. "Battlecry", được thực hiện bởi Nujabes và Shing02, là chủ đề mở đầu cho tất cả hai mươi sáu tập. " 四季ノ唄 (Shiki no Uta (Khúc ca Bốn Mùa) Song of Four Seasons)  " của Nujabes và Minmi là chủ đề kết thúc chính, ngoại trừ bốn tập. Tập 12 sử dụng "Who's Theme" của Minmi làm kết thúc, tập 17 sử dụng "You" của Kazami, 23 sử dụng "Fly" của Tsutchie và tập cuối sử dụng bài hát "San Francisco" của Midicronica.

### Manga
Một manga Samurai Champloo đã ra mắt trong Shōnen Ace vào ngày 26 tháng 1 năm 2004 và kết thúc vào ngày 26 tháng 9 năm 2004. Tokyopop đã cấp phép cho manga trong một bản phát hành tiếng Anh ở Bắc Mỹ và Madman Entertainment đã phát hành cho một bản phát hành tiếng Anh ở Úc và New Zealand. Nó cũng được cấp phép cho một bản phát hành tiếng Bồ Đào Nha và tiếng Tây Ban Nha ở Brazil và Tây Ban Nha bởi Panini. Có 2 tập trong bộ này. Trong khi manga được xuất bản kỹ thuật đầu tiên, sản xuất anime là sản xuất ban đầu. Do đó, thể loại Shonen không thể được áp dụng cho anime và chỉ có giá trị cho manga.  

### Nhạc phim
Âm nhạc được sử dụng trong sê-ri đã được Victor Entertainment phát hành trên bốn bản nhạc CD.
- Bản thu âm Samurai Champloo: Masta, được phát hành vào ngày 23 tháng 6 năm 2004. Được sản xuất bởi người bạn lâu năm của Shinichirō Watanabe, DJ Tsutchie và bộ đôi hip hop Nhật Bản Force of Nature,[17] album có 18 bản nhạc không lời và một bản ballad giữa tiết tấu được hát bởi nữ ca sĩ R&B Kazami.
- Bản thu âm Samurai Champloo: Departure được phát hành cùng ngày, bao gồm 17 bài hát, với hai bản nhạc được hát bởi nghệ sĩ rap Shing02 và ca sĩ R&B Minmi. Album được sản xuất bởi DJ/nhà sản xuất Nhật Bản Nujabes và MC/nhà sản xuất người Mỹ Fat Jon.

Hai bản nhạc bổ sung ra mắt vào ngày 22 tháng 9 năm 2004:
- Bản thu âm Samurai Champloo: Playlist có thêm 18 bản nhạc, tất cả được tạo bởi Tsutchie, chỉ có một bản là giọng hát: bản phối lại của bài hát "Fly" của album đầu tiên, được biểu diễn bởi Azuma Riki của nhóm hip hop Small Circle of Friends.[17]
- Bản thu âm Samurai Champloo: Ấn tượng, gồm 23 bản nhạc từ Force of Nature, Nujabes và Fat Jon. Các nghệ sĩ rap Suiken và S-word, thành viên của nhóm rap Tokyo Nitro Micro Underground, cung cấp giọng hát cho khách và Minmi biểu diễn bài hát cuối cùng trong album.

Hai bản nhạc riêng biệt được phát hành vào năm 2004 bởi Geneon Entertainment chỉ ở Bắc Mỹ. Họ mang hầu hết các bài hát giống như các album của Nhật Bản.
- Bản thu âm Samurai Champloo: Katana
- Bản thu âm Samurai Champloo: Danh sách phát

### Trò chơi điện tử
Grasshopper Manufacture đã phát triển một trò chơi video cho PlayStation 2 dựa trên loạt game mang tên Samurai Champloo: Sidetracked; tuy nhiên, nhà sản xuất đã tuyên bố rằng trò chơi không liên quan đến các sự kiện được mô tả trong chương trình. Bản nhạc được sáng tác bởi Masafumi Takada và Jun Fukuda, trong khi nó được viết bởi Goichi Suda. Nó được phát hành vào ngày 23 tháng 2 năm 2006 tại Nhật Bản và vào ngày 11 tháng 4 năm 2006 tại Hoa Kỳ. Nó nhận được nhiều ý kiến trái chiều. Trò chơi đáng chú ý là đặt cho thanh kiếm đặc biệt của Mugen một cái tên, "Typhoon Swell"; nó không bao giờ được gọi bằng tên này trong bộ anime hay manga.

## Đón nhận
Samurai Champloo nhận được nhiều lời khen ngợi từ giới phê bình, với nhiều nhà phê bình và học giả ca ngợi sự pha trộn độc đáo giữa các thể loại và ảnh hưởng của âm nhạc trong loạt phim. Nhạc nền xung quanh được ghi lại bởi các nghệ sĩ Fat Jon, Force of Nature, Tsutchie và Nujabes đã được các nhà phê bình đánh giá rất cao, với IGN xếp nó ở vị trí thứ 10 trong số 10 nhạc chủ đề và nhạc phim anime hay nhất mọi thời đại.
Một bài tiểu luận kinh viện đã được chấp bút bởi nhà văn Jiwon Ahn về bộ phim và mối quan hệ của nó với văn hóa phương Tây, cũng như các thể loại phim và truyền hình khác nhau. Bài tiểu luận đã được xuất bản trong sách giáo khoa How to Watch Television, và hiện đang được sử dụng tại Trường Nghệ thuật Điện ảnh USC. Trong bài luận của mình, Ahn đề cập đến bộ phim này là "một bản thảo phong phú để xem xét trong khuôn khổ phân tích của lý thuyết auteur và thuyết thể loại."

## Liên kết ngoại
- Trang web chính thức của Adult Swim Lưu trữ ngày 25 tháng 12 năm 2017 tại Wayback Machine
- Trang web chính thức của Madman Entertainment Samurai Champloo (Lưu trữ)
- Samurai Champloo (anime) tại từ điển bách khoa của Anime News Network
- Samurai Champloo trên Internet Movie Database